# 1873년 율리시스 S. 그랜트 대통령 취임식
율리시스 S. 그랜트의 두 번째 미국 대통령 취임식은 1873년 3월 4일 화요일 워싱턴 D.C.의 미국 국회의사당 동쪽 주랑 현관에서 열렸다. 이 취임식은 제22대 미국 대통령 취임식이었으며, 율리시스 S. 그랜트의 두 번째이자 마지막 4년 임기와 헨리 윌슨의 유일한 부통령 임기가 시작되었음을 알렸다. 대법원장 새먼 P. 체이스가 대통령 취임 선서를 집행했다. 이 취임식은 정오에 16 °F (−9 °C)를 기록하며 미국 역사상 가장 추운 취임식 중 하나였으며, 취임 축하 무도회는 음식이 얼어붙어 일찍 끝났다. 부통령 윌슨은 임기 중 2년 263일 사망했으며, 1967년 수정 헌법 제25조가 제정될 때까지 임기 중 부통령 공석을 채울 헌법적 규정이 없어 그 자리는 공석으로 남았다.

## 취임식 및 퍼레이드
이날 행사는 취임식, 퍼레이드 사열, 불꽃놀이, 취임 축하 무도회로 구성되었다. 퍼레이드 전에 그랜트는 맞춤 제작된 검은색 마차를 타고 이미 마차에 탑승해 있던 세 명의 상원의원들의 영접을 받았다. 그랜트의 아내 줄리아 그랜트는 부통령 당선자 헨리 윌슨과 동반하여 별도의 마차를 타고 뒤를 따랐다. 기온 16도에 체감 온도 영하 15도로 역사상 가장 추운 3월 취임식이었다. (1937년 1월 대통령 취임식이 시작된 이후에도 그랜트의 두 번째 취임식은 기록상 두 번째로 추운 취임식으로, 1985년 로널드 레이건의 두 번째 취임식만이 더 추웠다. 1985년 취임식은 혹한의 기온 때문에 실내에서 진행되었다.) 퍼레이드는 주로 군대와 군악대로 구성되었다. 취임식과 퍼레이드의 총지휘관은 윌리엄 파커 배리였으며, 윌리엄 데니슨 휘플이 부총지휘관, 윌리엄 딕슨이 부총지휘관 대리였다.
퍼레이드 후, 대법원장 새먼 P. 체이스가 대통령 취임 선서를 집행했다. 그랜트는 성경을 "그리스도의 평화로운 왕국"에 관한 장인 이사야 11장을 펼쳐달라고 요청했는데, 이는 그랜트가 생각하는 전후 미국의 모습과 상징적이었다. 이 구절은 또한 그랜트의 아버지인 제시 루스 그랜트에 대한 경의를 표하는 이새의 줄기를 언급하고 있었다. 취임식에서 그랜트는 1789년 취임식에서 조지 워싱턴이 사용했던 의자에 앉았다. 그랜트의 취임사는 남부 정책에 대한 변호로 시작하여 흑인 자유민에 대한 지지 성명을 발표하고 재건의 성공을 축하했다. 그는 또한 기술 발전을 칭찬하고 자신의 정치적 적들에게 반대하는 발언을 했다. 그랜트의 연설은 그가 찰스 섬너 상원의원이 제안한 민권법안을 처음으로 지지한 것으로, 그랜트는 흑인의 민권을 지지했다.

## 취임 축하 무도회
1873년, 컬럼비아 특별구는 흑인과 백인 손님들에게 사업장에서 동등한 대우를 보장하는 법률을 제정했으며, 그랜트의 백악관은 흑인 의원들이 취임 축하 무도회에 참석하고 흑인 손님들이 백인 손님들과 함께 춤을 추는 등 모범을 보였다. 이는 언론의 비판을 받지 않고 넘어가지 않았다. 무도회는 체이스 대법원장의 딸인 케이트 체이스 스프라그가 기부한 1,000달러 상당의 꽃 장식으로 꾸며졌다. 무도회는 장-조르주 토리용이 운영하는 메종 토리용에서 음식 서비스가 제공되었다.
취임 축하 무도회는 성공적이지 못했다. 사법 광장에 지어진 임시 건물에서 개최되었는데, 건물에 난방이 되지 않아 재앙적이었다. 손님들은 코트를 입고 춤을 추었고, 디저트는 굳고 음료는 얼어붙었으며, 음악가들은 연주에 애를 먹었고, 오락의 일부로 준비된 카나리아들은 새장 안에서 죽었다. 방은 6,000명의 손님을 위해 설계되었지만, 절반도 채 안 되는 인원만 참석했다. 대통령과 내각은 밤 11시 30분에 도착했지만, 짧은 시간 머문 후 개인 난방이 되는 방으로 옮겨 저녁 식사를 했고 자정쯤 행사는 끝났다.
취임 행사는 3월 5일 무도회 건물에서 가장무도회가 열리면서 계속되었지만, 대통령은 참석하지 않았다.

## 같이 보기
- 율리시스 S. 그랜트 행정부
- 1869년 율리시스 S. 그랜트 대통령 취임식
- 1872년 미국 대통령 선거